# Xanthos (Automarke)
Xanthos ist eine britische Automarke.

## Markengeschichte
Henry Twomes gründete 1990 das Unternehmen South West Replicas in Dunchideock in der Grafschaft Devon. Er begann mit der Produktion von Automobilen und Kits. Der Markenname lautete Xanthos. Etwa 1993 erfolgte der Umzug nach Sidbury in Devon. Ab 1995 setzte Xanthos Sports Cars aus Colyton in Devon und ab 2001 Xanthos Cars aus Honiton in Devon die Produktion fort. Seit 2006 ist Stuart Pease (Fibreglass) aus Rotherham in South Yorkshire im Besitz der Rechte. Insgesamt entstanden bisher etwa 45 Exemplare.

## Fahrzeuge
Das einzige Modell ist der Type 90. Dies ist die Nachbildung des Rennsportwagens Lotus 23. Die Basis bildet ein Spaceframe-Rohrrahmen. Darauf wird eine offene zweisitzige Karosserie aus Fiberglas montiert, die aus vier Teilen besteht. Die Motoren kommen von Ford und Lotus Cars und sind in Mittelmotorbauweise hinter den Sitzen montiert.